# Глинковский
Глинковский — хутор в Урюпинском районе Волгоградской области России, в составе Салтынского сельского поселения.
Население — 30 (2010)

## История
Дата основания не установлена. С 1928 года — в составе Новониколаевского района Хопёрского округа (упразднён в 1930 году) Нижне-Волжского края (с 1934 года — Сталинградского края). С 1935 года — в составе Хопёрского района Сталинградского края (с 1936 года Сталинградской области, с 1954 по 1957 год район входил в состав Балашовской области).
В 1959 году включён в состав Салтынского сельсовета. В том же году в связи с упразднением Хопёрского района Салтынский сельсовет был передан в состав Урюпинского района.

## География
Хутор находится на севере Урюпинского района, на границе с Новохопёрским районом Воронежской области, в лесостепи, в пределах Хопёрско-Бузулукской равнины, являющейся южным окончанием Окско-Донской низменности, у озера Глинкино. Хутор расположен на высоте около 95 метров над уровнем моря. Рельеф местности равнинный, практически плоский. На западе граничит с посёлком Глинкино (Воронежская область). В 0,5 км к востоку расположен хутор Первомайский. Почвы — чернозёмы обыкновенные.
По автомобильным дорогам расстояние до районного центра города Урюпинска — 47 км, до областного центра города Волгоград составляет 370 км, до административного центра сельского поселения хутора Салтынский — 14 км. Ближайшая железнодорожная станция Калмык Юго-Восточной железной дороги расположена в хуторе Первомайский.
Часовой пояс
Глинковский, как и вся Волгоградская область, находится в часовой зоне МСК (московское время). Смещение применяемого времени относительно UTC составляет +3:00.

## Население
Динамика численности населения по годам:
| 1989 | 2002 |
| ---- | ---- |
| ≈130 | 43   |

| 2010 |
| ---- |
| 30   |